# تيد سورنسن
ثيودور شايكين سورنسن (بالإنجليزية: Ted Sorensen) (8 مايو 1928 - 31 أكتوبر 2010) محامي وكاتب ومستشار رئاسي أمريكي.  كان كاتبًا لخطاب الرئيس جون إف. كينيدي، وكذلك أحد أقرب مستشاريه. وصفه الرئيس كينيدي ذات مرة بأنه «بنك الدم الفكري».

## نشأته
وُلد سورنسن في لنكن، نبراسكا، نجل كريستيان إيه. سورنسن (1890-1959)، الذي شغل منصب المدعي العام في نبراسكا (1929-1933)، وأنيس (شايكين) سورنسن. كان والده أمريكيًا دنماركيًا وكانت والدته من أصل يهودي روسي. أصبح شقيقه الأصغر، فيليب سي. سورنسن، في وقتٍ لاحق حاكم نبراسكا. تخرج من ثانوية لنكن خلال عام 1945. حصل على درجة البكالوريوس في جامعة نبراسكا، لنكن، وحضر كلية الحقوق بجامعة نبراسكا، وتخرج الأول على دفعته.
خلال يناير 1953، أصبح سورنسن البالغ من العمر 24 عامًا مساعدًا تشريعيًا كبيرًا للسناتور جون إف كينيدي. كتب العديد من نصوص وخطب كينيدي. في سيرته الذاتية المستشار: حياة على حافة التاريخ عام 2008، قال سورنسن إنه كتب «المسودة الأولى لمعظم الفصول» متحدثًا عن كتاب جون إف كينيدي عام 1957 لمحات من الشجاعة «وساعد في اختيار كلمات العديد من جمله».

## إدارة كينيدي
كان سورنسن المستشار الخاص للرئيس كينيدي، وكاتب الخطب الأساسية، وهو الدور الذي يتذكره على أفضل وجه. ساعد في صياغة الخطاب الافتتاحي الذي قال فيه كينيدي مقولته الشهيرة، «لا تسأل عما يمكن لبلدك أن يفعله لك؛ اسأل عما يمكنك أن تفعله لبلدك». على الرغم من أن سورنسن لعب دورًا هامًا في تأليف الخطاب الافتتاحي، «كان اختياره لكلمات خطابه الشهير الذي يتذكره الجميع»، بحسب تصريح سورنسن (على عكس ما ادعته غالبية المؤلفين والصحفيين ومصادر إعلامية أخرى)، «من تأليف كينيدي نفسه». في مذكراته لعام 2008، المستشار: حياة على حافة التاريخ، قال سورنسن: «الحقيقة هي أنني ببساطة لا أتذكر لمن يعود الخط.»
خلال الأشهر الأولى من الإدارة، كانت مسؤوليات سورنسن تتعلق بجدول الأعمال المحلي. بعد غزو خليج الخنازير، طلب كينيدي من سورنسن المشاركة في مناقشات السياسة الخارجية أيضًا. خلال أزمة صواريخ كوبا، عمل سورنسن كعضو في إكس كوم وعينه وزير الدفاع روبرت إس. ماكنامارا أحد أعضاء «الدائرة الداخلية الحقيقية» الذين قدموا المشورة للرئيس، والآخرون هم النائب العام روبرت إف. كينيدي، ومستشار الأمن القومي مكجورج بندي، ووزير الخارجية دين راسك، والجنرال ماكسويل دي. تايلور (رئيس هيئة الأركان المشتركة)، والسفير السابق لدى اتحاد الجمهوريات الاشتراكية السوفييتية ليويلين تومسون، وماكنامارا نفسه. لعب سورنسن دورًا حاسمًا في صياغة مراسلات كينيدي مع نيكيتا خروتشوف وعمل على خطاب كينيدي الأول للأمة حول الأزمة في 22 أكتوبر.
دُمر سورنسن باغتيال كينيدي، والذي وصفه بأنه «التجربة الأكثر صدمة في حياتي ... لم أفكر أبدًا في مستقبل بدونه». وفي وقتٍ لاحق استشهد بقصيدة قال إنها لخصت شعوره: «كيف يمكنك تركنا، كيف يمكن أن تموت؟ نحن خراف بدون راعٍ عندما تغلق الثلوج السماء». قدم خطاب استقالة إلى الرئيس جونسون في اليوم التالي للاغتيال لكنه أُقنع بالبقاء في المرحلة الانتقالية. صاغ سورنسن خطاب جونسون الأول إلى الكونغرس وكذلك حالة الاتحاد لعام 1964. استقال رسميًا في 29 فبراير عام 1964، وكان أول عضو في إدارة كينيدي قام بذلك. كما كان جونسون يروي لاحقًا في مذكراته، ساعد سورنسن في الانتقال إلى الإدارة الجديدة بتلك الخطب.
قبل استقالته، أعلن سورنسن عن نيته كتابة سيرة كينيدي، واصفًا إياها بـ «الكتاب الذي كان الرئيس كينيدي ينوي كتابته بمساعدتي بعد فترة ولايته الثانية». لم يكن مساعد كنيدي الوحيد الذي ينشر كتابات. كتب المؤرخ والمساعد الخاص آرثر شليزنجر جونيور مذكراته الحائزة على جائزة بوليتزر ألف يوم: جون إف. كينيدي في البيت الأبيض، خلال نفس الفترة الزمنية. نُشرت سيرة سورنسن، كينيدي، خلال عام 1965 وأصبحت من أكثر الكتب مبيعًا على الصعيد الدولي.

## روابط خارجية
- تيد سورنسن على موقع IMDb (الإنجليزية)
- تيد سورنسن على موقع مونزينجر (الألمانية)
- تيد سورنسن على موقع إن إن دي بي (الإنجليزية)
- تيد سورنسن على موقع قاعدة بيانات الفيلم (الإنجليزية)